# Komitee voor Frans-Vlaanderen
Het Komitee voor Frans-Vlaanderen vzw, kortweg KFV, is een Vlaams-Nederlandse particuliere vereniging van vrijwilligers, met een veelomvattende, bijzonder concrete werking voor en in Frans-Vlaanderen. Het groeide uit een informele werkgroep die in 1947 in Waregem werd opgericht door André Demedts en Luc Verbeke en die als "Komitee van de Frans-Vlaamse Kultuurdag" de Frans-Vlaamse Cultuurdagen voorbereidde. Sinds 1979 heeft het KFV het statuut van vzw.
Het KFV kende als opeenvolgende voorzitters André Demedts (1947-1968), Leo Vanackere, Daniël Merlevede, Cyriel Moeyaert en Guido Carron. De huidige voorzitter is Johan Strobbe. De algemeen-secretaris was een halve eeuw lang (1947-2007) Luc Verbeke, thans Dirk Verbeke.

## Ontwikkeling
Een van de eerste plannen bestond uit het oprichten van een tijdschrift voor en door Frans-Vlamingen. Het zou er uiteindelijk komen onder de titel Notre Flandre en bestaan van 1952 tot aan de dood van pastoor Jean-Marie Gantois in 1968.
Op een vergadering van het Komitee op 29 december 1956 bij hem thuis, suggereerde André Demedts de toen negentienjarige Jozef Deleu een tijdschrift op te richten voor jongeren langs weerszijden van de grens. Deleu ging op dit voorstel in en richtte in 1957 het tijdschrift Ons Erfdeel-Notre Patrimoine op, waarvan het eerste nummer in augustus van datzelfde jaar verscheen. Al snel verruimde het blad zijn aandachtsveld. Het zou een eigen weg inslaan en voortaan de samenwerking tussen alle Nederlandssprekenden gaan bevorderen. Na drie jaar wijzigde het ook zijn titel in het ondertussen ruim befaamde Ons Erfdeel. De Stichting Ons Erfdeel geeft sinds 1976 ook het Jaarboek De Franse Nederlanden / Les Pays-Bas Français uit.
In 1958 ging het KFV van start met de jaarlijkse Frans-Vlaamse Cultuurdag te Waregem. Daarnaast wekt het ook belangstelling voor Frans-Vlaanderen door Cultuurdagen in het Frans-Vlaamse Belle en Ekelsbeke, en in het Nederlandse Hulst, Breda en Rotterdam en levert het een grote bijdrage tot het behoud en de bevordering van het Nederlands in Frans-Vlaanderen.
Sinds 1958 besteedt het KFV bijzondere aandacht aan het onderwijs van het Nederlands in Frans-Vlaanderen door het inrichten van meer dan 35 bijna-gratis-cursussen op verschillende plaatsen, met honderden deelnemers. Ook door het organiseren van taalprijsvragen – in 2008 al de 43e Taalprijsvraag Nederlands van het KFV – en uitstappen naar Vlaanderen timmerde het Komitee aan de weg.
In de schoot van het KFV werd in 1973 de driemaandelijkse periodiek KFV-Mededelingen opgericht onder leiding van Luc Verbeke. De KFV-Mededelingen bieden ruime informatie over Frans-Vlaanderen, met bijzondere aandacht voor de KFV-werking.

## Toekomst
In 2007 bestond het Komitee zestig jaar en in september ging het vijftigste cursusjaar van zijn buitenschoolse lessen Nederlands in Noord-Frankrijk van start. Er werden door het bestuur enkele veranderingen aangekondigd. Het Komitee gaat zeer nauw samenwerken met het Huis van het Nederlands in Belle (Bailleul), dat de organisatie van de cursussen overneemt en door het KFV financieel gesteund wordt. Het KFV blijft inrichter van de jaarlijkse Taalprijsvraag en zal vanaf 2009 ook voor het eerst een Luc Verbekeprijs uitreiken aan een publicatie over de Franse Nederlanden.
Vanaf 2008 verdwenen ook de driemaandelijkse KFV-Mededelingen. Ze worden opgevolgd door een jaarboek met dezelfde titel en hetzelfde doel: “ruime informatie bieden over Frans-Vlaanderen, met bijzondere aandacht voor de KFV-werking”.

## Meer lezen

### Boeken
- Verbeke, Dirk (eindred.), Valère Arickx e.a. (red.), Een halve eeuw werking voor en in Frans-Vlaanderen. Komitee voor Frans-Vlaanderen. Jubileumboek 1947-1997, Waregem: Komitee voor Frans-Vlaanderen, 1997. 340 p., ill., kaarten. LCCN 99222968.[1]

### Overige
- Luc Devoldere, "Een uitgestoken hand. 50 jaar “Komitee voor Frans-Vlaanderen”", in De Franse Nederlanden / Les Pays-Bas Français (Jaarboek nr 23), Rekkem: Ons Erfdeel, 1998, , pp. 65–75.